# Rajevo Selo
Rajevo Selo je naselje na jugu Vukovarsko-srijemske županije i s okolnim selima spada u područje Cvelferije. Administrativno pripada općini Drenovci.

## Zemljopisni položaj
Smješteno je na lijevoj obali rijeke Save, na odvojku puta Županja – Gunja – Brčko, 12 kilometara zapadno od Drenovaca. Zauzima površinu od 25,83 km2.

## Povijest
Prvi put se ovo selo spominje u vrijeme turske vladavine ovim prostorima pod imenom Rahova (Bruce W. McGowan, Sirem Sancagi Mufassal Tahrir Defteri (1566. – 1574.), Ankara, 1983.), što je zabilježeno u turskom popisu poreznih obveznika i prihoda  (defteri) Rajevog Sela (1566. – 1574.) Tada je selo pripadalo okrugu (nahiji) Posavlje, a sudbenom okrugu (kazi) Nijemci u Srijemskom sandžaku. Po tom popisu selo je imalo 29 kršćanskih kuća i 2 muslimanske. Na zemljovidu Kraljevine Ugarske iz 1709. Godine, na ovom mjestu ucrtano je mjesto Rejoselo, što je najstariji pisani dokaz o imenu sela sličnom današnjem. Nešto kasnije, 1720., na zemljovidu Kraljevine Slavonije i Srijema, izdavača Ludwiga Khevenhüllera, ucrtano je mjesto Raevasellana. Kasniji dokumenti i razni drugi izvori imaju različite varijacije današnjeg imena: Rajovo Szello, Rajevosello, Rajevoszello.
Ovim područjem prolazio je i austrijski činovnik Franz Stefan Engel 1786. Godine, koji je zapisao: »Rajevo Selo je ravničarsko naselje na Savi. Ima 57 kuća koje su građene od pletera, od kojih je 14 pokriveno slamom i 43 šindrom. Tu je uobičajenim načinom građen časnički stan, te seoska stražarnica i filijalna crkva. Ulice nisu uređene pod konac. U selu postoji skela za prijevoz preko Save u Tursku.» (Franz Stefan Engel, Opis Kraljevine Slavonije i Vojvodstva Srijema, priredio Krunoslav Tkalec, Županjski zbornik br. 5, Županja 1975.)
Prema zemljišnim knjigama, Rajevo Selo je 1786. godine podijeljeno na:
- Selo – naseljeno područje
- Krčevine
- Zib
- Otolovci
- Mohovo
- Savske livade
- Barska područja
- Šume

Za vrijeme Granice, u prvoj polovici 18. stoljeća,  obrt se ovdje slabo razvija zbog vojnih obveza Graničara. Tek se u drugoj polovici 18. stoljeća počeo razvijat, i to najviše zato što je Rajevo Selo bilo vojno zapovjedno mjesto koje je imalo pristanište za lađe i skelni prijelaz.1865. osnovano je Obrtničko društvo. No, selo je izgubilo karakter trgovišta gradnjom željezničke pruge Vinkovci – Brčko i podizanjem mosta na rijeci Savi kod Brčkog. Sav je promet prešao u Brčko, a selo je počelo propadati. Život obrtnika nije bio idiličan jer nije bilo posla. Kako bi prehranili obitelj radili su i obične radničke poslove.
Nakon ukidanja Vojne krajine, osnovane su županije i kotari. Rajevo Selo pripalo je kotaru Bošnjaci, a kasnije kotaru Županja. Taj je kotar pripadao Srijemskoj županiji sa središtem u Vukovaru.

## Poplava 2014. godine
Rijeka Sava je 17. svibnja probila nasip kod Rajevog Sela, mjesto puknuća nasipa bilo je svega nekoliko stotina metara od prvih kuća. Selo je bilo gotovo cijelo poplavljeno, vodena bujica odnijela je dva ljudska života, a načinjena je velika materijalna šteta.

## Stanovništvo
Prvi popis mještana obavljen je od 1566. do 1574. prilikom popisa poreznih obveznika Srijemskog sandžaka. Tada je utvrđeno da selo većinsko kršćansko, sa svega dvije muslimanske obitelji. Već u tom popisu zabilježeno je da u selu ima srpskog stanovništva (Vlasi). Jedna ulica sela u kojem su živjeli Vlasi, zvala se «Vlaški kraj», koji od 1918. godine nosi naziv «Srbski kraj».
Nakon sklapanja Mira u Požarevcu 1718. Godine, Turci su ovaj kraj predali Austrijancima, a granica je bila 5-10 km od Save prema unutrašnjosti Bosne, koja se na Savu pomakla 1739. Popis stanovništva iz 1752. navodi da u selu živi 37 katoličkih obitelji, a dvije godine kasnije 45 katoličkih kuća, 58 bračnih parova i 173 osobe za ispovijed.
Stanovnici sela su 1786. Godine, prema krajiškom zemljišniku, popisani po kućnim brojevima. Po tom popisu bilo je 58 kuća, od čega deset srpskih. Krajem 1880. selo je imalo 1207 stanovnika (983 katolika, 95 pravoslavaca, 17 židova, 12 luterana). Od tog stanovništva, njih 1073 je navelo hrvatski jezik kao meterinjski, 49 njemački, 31 mađarski, 30 slovački, 8 češki, 2 slovenski i 14 romski. Broj stanovnika sela je deset godine kasnije narastao na 1266.
Početkom 20. stoljeća u selo se doseljavaju Rusini, koji pripadaju Križevačkoj grkokatoličkoj eparhiji, pa je uz postojeću katoličku i pravoslavnu crkvu u selu sagrađena i grkokatolička 1912. Toj su eparhiji pripadali i Rusini iz Drenovaca, Soljana, Vrbanje, Gradišta, Đurića i Račinovaca.
Broj stanovnika sela od 1890. do 1948. godine uglavnom stagnira, o čemu svjedoče i brojke:
- 1890. – 1266 stanovnika
- 1900. – 1239 stanovnika
- 1910. – 1240 stanovnika
- 1921. – 1221 stanovnik
- 1924. – 1218 stanovnika
- 1931. – 1244 stanovnika
- 1948. – 1241 stanovnik

Do popisa iz 2001. godine broj stanovnika je narastao na 1407. Selo je multietničko, a najviše je Hrvata (preko 75 %). Zatim su tu još: Muslimani, Srbi, Rusini, Nijemci i Mađari. Prema popisu iz 2021. godine, Rajevo Selo broji 658 stanovnika.
| broj stanovnika | 751   | 975   | 1207  | 1266  | 1239  | 1240  | 1220  | 1244  | 1241  | 1363  | 1434  | 1586  | 1546  | 1476  | 1407  | 987   | 658   |
|                 | 1857. | 1869. | 1880. | 1890. | 1900. | 1910. | 1921. | 1931. | 1948. | 1953. | 1961. | 1971. | 1981. | 1991. | 2001. | 2011. | 2021. |

## Gospodarstvo
Rajevo selo je izvan svakih prometnica, ali je svojevremeno, kad je promet bio sekundarnog značenja, bilo ne samo samostalno, već i razvijeno i bogato s osiguranom dobrom egzistencijom svojim žiteljima. Dobra zemlja crnica jamčila je visoke urode svih vrsta biljne proizvodnje. Osim toga i obrti su bili dobro zastupljeni: kovači, kolari, brijači, krojači, postolari, stolari, trgovci, gostioničari itd. Obrtnici su imali svoj dobro djelujući ceh.
Danas se stanovništvo uglavnom bavi poljodjelstvom i stočarstvom. Ostale djelatnosti su: trgovina, ugostiteljstvo i obrt.

## Duhovni život
Sve do 1780. Godine, Rajevo Selo je pripadalo župi Drenovci i Pečuškoj biskupiji. 1745. godine posvećena je crkva u čast Svih svetih. To je bila drvena crkva koja se nalazila na groblju, no kako nije imala krova, ni vidljivih tragova posvete oltarnog kamena, zapisano je da nije trebalo mnogo da se u njoj zabrani bogoslužje. Deset godina kasnije, u kanonskoj posjeti župe Drenovci, doneseni su podatci da se u Rajevom Selu nalazi drvena crkva posvećena Svetom Iliji, te da selo ima 88 bračnih parova, 255 osoba za pričest i ispovijed, te da su svi stanovnici katolici.
Od Drenovaca, čijoj su župi u to doba pripadali, do Rajevog Sela trebalo je dva sata hoda. Stoga su stanovnici sela nastojali dobiti vlastitu župu. Nisu je dobili odmah, nego su tek 1790. dobili mjesnu kapelanij kojoj su pripadali i Posavski Podgajci. Prvi kapelan bio je franjevac Martin Bensić koji je ostao do 1798. Godine. (Arhiv župe Rajevo Selo). Nakon njega došao je Antun Rožman, za čijeg je vremena podignuta nova crkva (1805.), koja je sagrađena od tvrdog materijala, a posvećena Svetom Iliji Proroku. Crkva je sagrađena prikupljanjem novčanih sredstava od seoskog stanovništva, a nalazila se u središtu sela. Tek 1807. Rajevo Selo postala je samostalna župa. Za vrijeme župnika Matije Sladojevića, rodom iz Poljica u Dalmaciji, nabavljena su dva crkvena zvona, koja su 1812. godine posvećena na čast Ilije Proroka, Blažene Djevice Marije i Svetog Florijana. Sladojević je svetu misu slavio glagoljicom, a matične knjige pisao hrvatskim jezikom. On je umro 1819. godine. Pokopan je ispred župne crkve, a njemu u čast je podignuta i spomen-ploča na 160. obljetnicu smrti.
Župu je 14. svibnja 1875. posjetio i biskup Josip Juraj Strossmayer i tom prigodom dijelio sakrament svete potvrde. Župa ima i svoju Spomenicu, koja se vodi od 1914., koja je s prekidima pisana do 1968. Godine, a od tada se redovito piše. Ta spomenica sadrži različita zbivanja u župi.
U selu osim katoličke crkve Svetog Ilije postoji i grkokatolička crkva Svetog Jozafata, te pravoslavna Svetog Prokopija.

## Školstvo
Početci školstva u Rajevom Selu datiraju od 20. siječnja 1831. godine, kada je otvorena prva škola. Prvi učitelji bili su: Tadijan Palacković, Stjepan Božanović i Luka Jakobović (svi iz Rajeva Sela). Škola se nalazila u niskoj i ruševnoj općinskoj kući, pa u otpisu Glavnog zapovjedništva od 28. prosinca 1847. piše da je potrebito sagraditi novu., tako da je nova dovršena 1852. godine. 1855. tu je školu pohađalo 43 učenika. 1866. je otvoren razred za njemački jezik. Za vrijeme Drugog svjetskog rata u selo je bila «šlilšul» u koju su išla sva djeca bez obzira na nacionalnost, a vodila ju je tante Rose Gross. Škola je stradala tijekom Domovinskog rata, a na njenom mjestu je sagrađena nova škola. U selu se danas nalazi područna škola «Antun i Stjepan Radić» Gunja.

## Kultura
- 1898. godine dominikanci su osnovali bratovštinu sv. ružarija (krunica). Kao nasljednici te tradicije i danas postoji skupina žena koja svakodnevno moli krunicu, a nazivaju se «sester kruničarke» ili «bratimke» (Spomenica župe Rajevo Selo).
- 1930-ih osnovano je Križarsko bratstvo i Križarsko sestrinstvo. Oni su se bavili kulturnom djelatnošću poput priredaba, glazbe i športa. Organizirali su i duhovne vježbe za članove. U selu je stoga započet «Hrvatski katolički dom», a kako nije dovršen, premješten je u Srijemske Karlovce.
- Obrtnički dom osnovan je 29. siječnja 1865., a reosnovan 1892.
- 1907. Osnovana je gospodarska podružnica Zemaljskog slavonskog gospodarskog društva u Osijeku
- 1908. Osnovana Vjeresijska udruga, član Zemaljske središnje vjeresijske udruge
- 1908. Osnovano je i Pogrebno društvo
- Ogranak seljačke prosvjetne organizacije «Seljačka sloga» osnovan je 1935. godine, a

prvi predsjednik je bio Andrija Vujković. Oni su priređivali razne predstave i predavanja, osnovali su i knjižnicu i tamburaški zbor. Sljednik tog ogranka je današnje kulturno umjetničko društvo «Sava»
- Prva čitaonica u selu osnovana je 1920. godine pod nazivom «Hrvatska čitaonica», no nije registrirana sve do 1937. (Hrvatski državni arhiv, Pravila društava, Zagreb 2000.). Iste godine naziv čitaonice je promijenjen u «Hrvatska čitaonica u Rajevom Selu». Čitaonica je od osnivanja imala dosta članova (najviše 120). Od članova je prikupljan novac za gradnju čitaonice 1939., nakon učestalog seljakanja. Prestala je s radom 1945. godine.
- Lovačko društvo – osnovano 1933.god.

## Šport
Športski klub RAŠK osnovan je 1932. godine, i danas djeluje pod tim imenom. Trenutno se natječe u II. županijskoj nogometnoj ligi Vukovarsko-srijemske županije, nogometno središte Županja, što je najniži nogometni rang natjecanja.

## Poznate osobe
- Zlatko Bijelić - nogometaš HNK Cibalie i HNK Vukovar
- Mijo Strepački - višestruki zastupnik Hrvatskog Sabora u periodu od 1975. – 1990., uspješni direktor šećerane Županja u dva mandata 1990 - 1998.
- dipl. oec. Željko Vujković - direktor Posavine i voditelj FINA-e
- dr. Drago Adžić - član uprave Kraš-a
- dipl. oec. Vinko Kovačić - komercijalni direktor Županjske banke
- dr. mr. Dražen Džoić - član hrvatskog pregovaračkog tima s EU
- Tomislav Jelić - član popularne grupe Colonia
- Filip Dugac - osnivač i dugogodišnji član NK Graničar Županja
- Stjepan Adžić - hrvatski svećenik, doktor teologije, pečuški kanonik, vanjski vikar pečuškog biskupa, župnik u Nijemcima i Tovarniku, pisac i pjesnik
- Miloš (Stjepan) Božanović (Rajevo Selo, Slavonija, 10. ožujka 1863. - Beograd, 14. siječnja 1922.) je bio general Srpske vojske, ministar vojni kraljevine Srbije 1913. godine
- Dipl. ing. šumarstva Ivo Čeović (Gornji Andrijevci, 4. veljače 1886. - Zagreb, 14. studenoga 1971.). Osnovnu školu je završio u Rajevom Selu kod Županje, gimnaziju u Vinkovcima, a diplomirao na Šumarskoj akademiji u Zagrebu 1908. godine.  Jedan je od osnivača i prvi tajnik Saveza lovačkih društava Hrvatske i Slavonije.     Bio je iznimno plodan i najpoznatiji pisac stručne literature u povijesti hrvatskoga lovstva. Pisao je scenarije za vrlo uspješne dokumentarne filmove o lovstvu i zaštiti prirode, a često ih je i sam režirao.Poznata je Čeovićeva poruka lovcima: ”Ne zaboravi lovče da si dužan svoju divljač ne samo hraniti, već i braniti".

## Vanjske poveznice
|  | Zajednički poslužitelj ima još gradiva o temi Rajevo Selo |